# Піляр Роман Олександрович
Піляр Роман Олександрович (справжнє ім'я барон Ромуальд Людвіг Пілар фон Пільхау; 1894 (1894) — 2 вересня 1937) — діяч ВЧК—ОГПУ—НКВД, Комісар державної безпеки 2-го рангу (1935).
За походженням остзейський німець з баронського роду Пілар фон Пільхау (нім. Pilar von Pilchau). Двоюрідний племінник Ф. Е. Дзержинського. З вересня 1905 р. навчався в гімназії у Вільно, Цюріху (Швейцарія), Аренсбурзі (Ліфляндська губернія), у місті Данилов Ярославської губернії. З 1914 р. активний учасник революційного руху, порвав усі зв'язки з батьками.

## Революція і Громадянська війна
Після перемоги Лютневої революції з березня 1917 р. секретар Даниловської Ради селянських депутатів. У серпні — жовтні 1917 курсант військового училища в Москві. З жовтня 1917 р. на підпільній роботі в окупованій німецькою армією [Литва|Литві]]. Був заарештований, до квітня 1918 р. перебував в ув'язненні. З квітня 1918 р. — один з керівників партійного підпілля у Вільно, голова ВРК Литви. Один із засновників КП Литви та Білорусі. У жовтні 1918 р. обраний до складу її ЦК, а на проведеному незабаром Пленумі — членом Віленського міськкому і секретарем ЦК КПЛБ. Брав участь у боях з польськими легіонерами.
З січня 1919 р. член Президії і секретар ЦВК Литовсько-Білоруської республіки. При захопленні поляками штаб-квартири робітничих представників на вул. Варка у Вільно намагався застрелитися, проте залишився живий (куля потрапила в легеню). У лютому — квітні 1919 року перебував на лікуванні в госпіталі. У травні, після захоплення Вільно польськими військами і падіння Рад, був заарештований і засуджений до смертної кари. Був розстріляний, проте дивом вижив. У грудні 1919 р. завдяки обміну полоненими прибув до РСФСР.

## 1920-30-і роки
З січня 1920 р. заступник голови Комісії НКЗС РРФСР з обміну політв'язнів з Польщею. З квітня особливоуповноважений ОВ ВЧК Західного фронту. У жовтні 1920-березні 1921 р. перебував на нелегальній роботі у Верхній Сілезії (Німеччина).
З березня 1921 р. — начальник 15-го спецвідділення ОВ ВЧК. З липня — другий помначальника ОВ ВЧК/ГПУ. Одночасно з грудня 1921 помічник начальника ІНО ВЧК/ГПУ. У липні 1922-грудні 1925 заступник начальника контррозвідувального відділу (КРО) Секретно-оперативного управління (СОУ) ГПУ/ОГПУ А. Х. Артузова.
Під час Генуезької конференції (1922) забезпечував безпеку радянської делегації. У 1924—1925 рр., поряд з А. Х. Артузовим, брав безпосередню участь у розробці і здійсненні великих контррозвідувальних операцій «Трест» і «Синдикат-2». У грудні 1925 р. — грудні 1929 р. голова ГПУ БРСР, одночасно «повпред» ОГПУ по Західному/Білоруському краю/БВО. З листопада 1929 р. «повпред» ОГПУ по Північно-Кавказькому краю (СКК).
З листопада 1932 р. — «повпред» ОГПУ по Середній Азії. З липня 1934 р. — начальник УНКВД Середньої Азії. У листопаді 1934 був відкликаний у розпорядження ОК НКВС СРСР. З грудня 1934 р. — начальник УНКВД по Саратовському краю/Саратовській області.

## Арешт
16 травня 1937 р. був знятий з посади і в ніч на 17 травня заарештований. Звинувачений у приналежності до пол. Polska Organizacja Wojskowa і агентури польських розвідорганів, а також у проведенні шкідництва в органах НКВС. 2 вересня 1937 Постановою Комісії у складі НКВС, Прокурора СРСР і Голови ВК ВС СРСР засуджений до вищої міри покарання «в особливому порядку». У той же день розстріляний.